# 21 Leonis Minoris
21 Leonis Minoris, som är stjärnans Flamsteed-beteckning, är en ensam stjärna, belägen i den södra delen av stjärnbilden Lilla lejonet. Den har en genomsnittlig skenbar magnitud av ca 4,50 och är svagt synlig för blotta ögat där ljusföroreningar ej förekommer. Baserat på parallaxmätning inom Hipparcosuppdraget på ca 35,4 mas, beräknas den befinna sig på ett avstånd på ca 92 ljusår (ca 28 parsek) från solen. Den rör sig närmare solen med en heliocentrisk radialhastighet på ca -11 km/s och antas ingå i Sirius superhop.

## Egenskaper
21 Leonis Minoris är en vit till blå stjärna i huvudserien av spektralklass A7 V. Den har en radie som är 1,2 – 1,8 solradier och utsänder från dess fotosfär ca 11 gånger mera energi än solen vid en effektiv temperatur av ca 7 800 K. 
21 Leonis Minoris roterar snabbt med beräknade projicerad rotationshastighet av 155 km/s. Den har listats som snabbroterande standardstjärna för spektraltypen av A7 V, i motsats till den långsamt roterande standardstjärnan 2 Hydrae. Den är också en Delta Scuti-variabel med en skenbar magnitud som varierar från 4,47 till 4,52. 21 Leonis Minoris har ett överskott av infraröd strålning, vilket tyder på förekomst av en omgivande stoftskiva.